# 哈罗·舒尔茨-博伊森

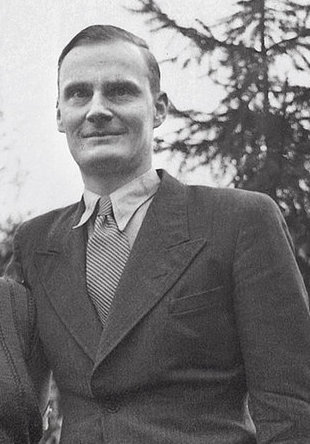
哈罗·舒尔茨-博伊森

海因茨·哈罗·马克斯·威廉·格奥尔格·舒尔茨-博伊森（Heinz Harro Max Wilhelm Georg Schulze-Boysen，1909年9月2日—1942年12月22日) 是一位德国左翼政治评论家，后在二战期间担任过德国空军军官。
舒尔茨-博伊森自幼成长在物质条件富足的家庭里，有两个同胞兄弟姐妹，还有一个有贵族背景的大家庭。他在海因里希·冯·克莱斯特文理中学（Heinrich-von-Kleist Gymnasium）完成了早期学业，亦曾在瑞典度过过几个夏天，他后来在弗莱堡大学完成了一门政治科学课程的一部分学业，之后便在1929年11月移居柏林，前往柏林洪堡大學攻读法学。在柏林洪堡大學期间，他成了一个反纳粹主义者。1931年游历法国后，他转而支持左翼。回国后，他成了为左倾政治杂志《对手》（Der Gegner）撰稿的政治评论家。1932年5月，他成为杂志社总负责人，但该杂志社于1933年2月就被盖世太保关停了。
1933年5月，舒尔茨-博伊森接受了飞行员训练，开始在航空部工作。西班牙内战期间，舒尔茨-博伊森开始从航空部搜集关于德国国防军参战细节的文件。在他的安排下，德国记者、共产党人、抵抗组织成员吉泽拉·冯·珀尔尼茨（Gisela von Pöllnitz）将机密文件转交给了苏联大使馆。在航空部内获得晋升的同时，舒尔茨-博伊森也在继续搜集情报。
就在1941年德國入侵蘇聯前後，舒尔茨-博伊森结识了另一个政治派系的领袖阿维德·哈纳克，二人随后开始合作。他们开始与苏联情报机构合作。1942年8月，苏联情报机构不小心将谍报网络成员的姓名、地址泄露给了德国无线电防御部队（Funkabwehr/ Radio Defense Corps），导致很多谍报网络成员被捕，舒尔茨-博伊森也未能幸免，他于8月31日被捕，于当年晚些时候被处决。